# شیر بابل
شیر بابل یا شیر میان‌رودان (نام علمی: Panthera leo mesopotamica) یک زیرگونه احتمالی از شیر است که تا پیش از انقراض در دشت‌های میان‌رودان واقع در عراق امروزی می‌زیست. وجه تمایز این جانور از سایر شیرهای ساکن آسیا گستره یال آن بود که مانند شیرهای آفریقایی تا زیر شکمش امتداد یافته بود.
شیر بابل نماد تمدن بابل و نشانی نمادین از شاه بابل بود.